# Big Gold Brick
Big Gold Brick é um filme americano de drama escrito e dirigido por Brian Petsos. É estrelado por Emory Cohen, Andy García, Megan Fox, Lucy Hale, Oscar Isaac, Shiloh Fernandez e Frederick Schmidt.
Foi lançado em 25 de fevereiro de 2022.

## Elenco
- Emory Cohen como Samuel
- Andy García como Floyd
- Megan Fox como Jacqueline
- Lucy Hale como Lily
- Oscar Isaac como Anselm
- Shiloh Fernandez como Roy
- Frederick Schmidt como Percy
- Sergio Rizzuto como Tor

## Produção
Em maio de 2019, foi anunciado que Emory Cohen, Andy García, Megan Fox, Lucy Hale, Oscar Isaac, Shiloh Fernandez e Frederick Schmidt haviam se juntado ao elenco do filme, com Brian Petsos dirigindo a partir de um roteiro que ele escreveu.

### Filmagens
As gravações do filme começaram em maio de 2019 em Toronto, no Canadá.

## Lançamento
Em junho de 2021, a Samuel Goldwyn Films adquiriu os direitos de distribuição do filme.

## Recepção
No agregador de críticas Rotten Tomatoes, que categoriza as opiniões apenas como positivas ou negativas, o filme tem um índice de aprovação de 18% calculado com base em 34 comentários dos críticos. Por comparação, com as mesmas opiniões sendo calculadas usando uma média aritmética ponderada, a nota é 3.20/10 que é seguida do consenso: "Peculiar a uma falha, Big Gold Brick tenta e falha em usar truques visuais e uma narrativa lotada para esconder sua fundamental falta de propósito". Já no agregador Metacritic, que calcula as notas usando somente uma média aritmética ponderada a partir das avaliações de 11 críticos que escrevem em maioria para a imprensa tradicional, o filme tem uma pontuação de 28 entre 100, com a indicação de "revisões geralmente desfavoráveis".